# Fed Cup 2015 Zona Euro-Africana Gruppo I - Pool C
Il Pool C della Zona Euro-Africana Gruppo I nella Fed Cup 2015 è uno dei due pool (gironi) in cui è suddiviso il Gruppo I della zona Euro-Africana. Quattro squadre si sono scontrate nel formato round robin. (vedi anche Pool A, Pool B, Pool D)
|   | Pool C            | Bielorussia (bandiera) | Georgia (bandiera) | Bulgaria (bandiera) | Portogallo (bandiera) |
| 1 | Bielorussia (3-0) |                        | 3-0                | 3-0                 | 2-1                   |
| 2 | Georgia (2-1)     | 0-3                    |                    | 2-1                 | 2-1                   |
| 3 | Bulgaria (1-2)    | 0-3                    | 1-2                |                     | 3-0                   |
| 4 | Portogallo (0-3)  | 1-2                    | 1-2                | 0-3                 |                       |

## Primo giorno
| Bielorussia 3 | SYMA Rendezvény és Kongresszusi Központ, Budapest, Ungheria 4 febbraio 2015 Cemento indoor | SYMA Rendezvény és Kongresszusi Központ, Budapest, Ungheria 4 febbraio 2015 Cemento indoor | Georgia 0 |     |     |  |
| \| \| \| \| 1 \| 2 \| 3 \| \| \| - \| \| --------------------------------------------------------------------- \| --- \| --- \| --- \| \| \| 1 \| \| Ol'ga Govorcova Ekaterine Gorgodze \| 6 1 \| 6 3 \| \| \| \| 2 \| \| Aljaksandra Sasnovič Sofia Šapatava \| 6 1 \| 4 6 \| 7 5 \| \| \| 3 \| \| Vera Lapko / Aljaksandra Sasnovič Oksana Kalašnikova / Sofia Šapatava \| 6 3 \| 6 4 \| \| \| |                                                                                            |                                                                                            |           |     |     |  |
| |                                                                                            |                                                                                            | 1         | 2   | 3   |  |
| 1 | Bielorussia (bandiera) · Georgia (bandiera)                                                | Ol'ga Govorcova Ekaterine Gorgodze                                                         | 6 1       | 6 3 |     |  |
| 2 | Bielorussia (bandiera) · Georgia (bandiera)                                                | Aljaksandra Sasnovič Sofia Šapatava                                                        | 6 1       | 4 6 | 7 5 |  |
| 3 | Bielorussia (bandiera) · Georgia (bandiera)                                                | Vera Lapko / Aljaksandra Sasnovič Oksana Kalašnikova / Sofia Šapatava                      | 6 3       | 6 4 |     |  |

| Portogallo 0 | SYMA Rendezvény és Kongresszusi Központ, Budapest, Ungheria 4 febbraio 2015 Cemento indoor | SYMA Rendezvény és Kongresszusi Központ, Budapest, Ungheria 4 febbraio 2015 Cemento indoor | Bulgaria 3 |     |   |  |
| \| \| \| \| 1 \| 2 \| 3 \| \| \| - \| \| ----------------------------------------------------------------------- \| --- \| --- \| - \| \| \| 1 \| \| Maria João Koehler Elica Kostova \| 2 6 \| 1 6 \| \| \| \| 2 \| \| Michelle Larcher de Brito Cvetana Pironkova \| 4 6 \| 5 7 \| \| \| \| 3 \| \| Michelle Larcher de Brito / Barbara Luz Dia Evtimova / Viktorija Tomova \| 0 6 \| 3 6 \| \| \| |                                                                                            |                                                                                            |            |     |   |  |
| |                                                                                            |                                                                                            | 1          | 2   | 3 |  |
| 1 | Portogallo (bandiera) · Bulgaria (bandiera)                                                | Maria João Koehler Elica Kostova                                                           | 2 6        | 1 6 |   |  |
| 2 | Portogallo (bandiera) · Bulgaria (bandiera)                                                | Michelle Larcher de Brito Cvetana Pironkova                                                | 4 6        | 5 7 |   |  |
| 3 | Portogallo (bandiera) · Bulgaria (bandiera)                                                | Michelle Larcher de Brito / Barbara Luz Dia Evtimova / Viktorija Tomova                    | 0 6        | 3 6 |   |  |

## Secondo giorno
| Bielorussia 3 | SYMA Rendezvény és Kongresszusi Központ, Budapest, Ungheria 5 febbraio 2015 Cemento indoor | SYMA Rendezvény és Kongresszusi Központ, Budapest, Ungheria 5 febbraio 2015 Cemento indoor | Bulgaria 0 |     |     |  |
| \| \| \| \| 1 \| 2 \| 3 \| \| \| - \| \| ----------------------------------------------------------------- \| --- \| --- \| --- \| \| \| 1 \| \| Ol'ga Govorcova Elica Kostova \| 6 2 \| 6 3 \| \| \| \| 2 \| \| Viktoryja Azaranka Cvetana Pironkova \| 6 3 \| 2 6 \| 7 5 \| \| \| 3 \| \| Vera Lapko / Aljaksandra Sasnovič Dia Evtimova / Viktorija Tomova \| 7 5 \| 6 1 \| \| \| |                                                                                            |                                                                                            |            |     |     |  |
| |                                                                                            |                                                                                            | 1          | 2   | 3   |  |
| 1 | Bielorussia (bandiera) · Bulgaria (bandiera)                                               | Ol'ga Govorcova Elica Kostova                                                              | 6 2        | 6 3 |     |  |
| 2 | Bielorussia (bandiera) · Bulgaria (bandiera)                                               | Viktoryja Azaranka Cvetana Pironkova                                                       | 6 3        | 2 6 | 7 5 |  |
| 3 | Bielorussia (bandiera) · Bulgaria (bandiera)                                               | Vera Lapko / Aljaksandra Sasnovič Dia Evtimova / Viktorija Tomova                          | 7 5        | 6 1 |     |  |

| Portogallo 1 | SYMA Rendezvény és Kongresszusi Központ, Budapest, Ungheria 5 febbraio 2015 Cemento indoor | SYMA Rendezvény és Kongresszusi Központ, Budapest, Ungheria 5 febbraio 2015 Cemento indoor | Georgia 2 |     |   |  |
| \| \| \| \| 1 \| 2 \| 3 \| \| \| - \| \| ---------------------------------------------------------------------------------- \| --- \| --- \| - \| \| \| 1 \| \| Maria João Koehler Ekaterine Gorgodze \| 3 6 \| 4 6 \| \| \| \| 2 \| \| Michelle Larcher de Brito Sofia Šapatava \| 6 1 \| 6 3 \| \| \| \| 3 \| \| Maria João Koehler / Michelle Larcher de Brito Oksana Kalašnikova / Sofia Šapatava \| 5 7 \| 4 6 \| \| \| |                                                                                            |                                                                                            |           |     |   |  |
| |                                                                                            |                                                                                            | 1         | 2   | 3 |  |
| 1 | Portogallo (bandiera) · Georgia (bandiera)                                                 | Maria João Koehler Ekaterine Gorgodze                                                      | 3 6       | 4 6 |   |  |
| 2 | Portogallo (bandiera) · Georgia (bandiera)                                                 | Michelle Larcher de Brito Sofia Šapatava                                                   | 6 1       | 6 3 |   |  |
| 3 | Portogallo (bandiera) · Georgia (bandiera)                                                 | Maria João Koehler / Michelle Larcher de Brito Oksana Kalašnikova / Sofia Šapatava         | 5 7       | 4 6 |   |  |

## Terzo giorno
| Bielorussia 2 | SYMA Rendezvény és Kongresszusi Központ, Budapest, Ungheria 6 febbraio 2015 Cemento indoor | SYMA Rendezvény és Kongresszusi Központ, Budapest, Ungheria 6 febbraio 2015 Cemento indoor | Portogallo 1 |      |     |  |
| \| \| \| \| 1 \| 2 \| 3 \| \| \| - \| \| ---------------------------------------------------------- \| --- \| ---- \| --- \| \| \| 1 \| \| Ol'ga Govorcova Maria João Koehler \| 6 3 \| 6 2 \| \| \| \| 2 \| \| Aljaksandra Sasnovič Michelle Larcher de Brito \| 4 6 \| 2 6 \| \| \| \| 3 \| \| Vera Lapko / Aljaksandra Sasnovič Barbara Luz / Inês Murta \| 6 4 \| 62 7 \| 6 2 \| \| |                                                                                            |                                                                                            |              |      |     |  |
| |                                                                                            |                                                                                            | 1            | 2    | 3   |  |
| 1 | Bielorussia (bandiera) · Portogallo (bandiera)                                             | Ol'ga Govorcova Maria João Koehler                                                         | 6 3          | 6 2  |     |  |
| 2 | Bielorussia (bandiera) · Portogallo (bandiera)                                             | Aljaksandra Sasnovič Michelle Larcher de Brito                                             | 4 6          | 2 6  |     |  |
| 3 | Bielorussia (bandiera) · Portogallo (bandiera)                                             | Vera Lapko / Aljaksandra Sasnovič Barbara Luz / Inês Murta                                 | 6 4          | 62 7 | 6 2 |  |

| Bulgaria 1 | SYMA Rendezvény és Kongresszusi Központ, Budapest, Ungheria 6 febbraio 2015 Cemento indoor | SYMA Rendezvény és Kongresszusi Központ, Budapest, Ungheria 6 febbraio 2015 Cemento indoor | Georgia 2 |      |   |  |
| \| \| \| \| 1 \| 2 \| 3 \| \| \| - \| \| ---------------------------------------------------------------- \| --- \| ---- \| - \| \| \| 1 \| \| Dia Evtimova Ekaterine Gorgodze \| 4 6 \| 4 6 \| \| \| \| 2 \| \| Elica Kostova Sofia Šapatava \| 6 3 \| 7 64 \| \| \| \| 3 \| \| Dia Evtimova / Elica Kostova Oksana Kalašnikova / Sofia Šapatava \| 3 6 \| 2 6 \| \| \| |                                                                                            |                                                                                            |           |      |   |  |
| |                                                                                            |                                                                                            | 1         | 2    | 3 |  |
| 1 | Bulgaria (bandiera) · Georgia (bandiera)                                                   | Dia Evtimova Ekaterine Gorgodze                                                            | 4 6       | 4 6  |   |  |
| 2 | Bulgaria (bandiera) · Georgia (bandiera)                                                   | Elica Kostova Sofia Šapatava                                                               | 6 3       | 7 64 |   |  |
| 3 | Bulgaria (bandiera) · Georgia (bandiera)                                                   | Dia Evtimova / Elica Kostova Oksana Kalašnikova / Sofia Šapatava                           | 3 6       | 2 6  |   |  |

## Verdetti
- Bielorussia ammessa agli spareggi contro la prima del Pool B per un posto agli spareggi per il Gruppo Mondiale II.
- Portogallo al playout per evitare la retrocessione contro l'ultima del Pool B.